# Basiphyllaea hoffmannii
Basiphyllaea hoffmannii là một loài thực vật có hoa trong họ Lan. Loài này được M.A.Díaz & Llamacho mô tả khoa học đầu tiên năm 2001.